# Women in Red
Women in Red (în română Femei în Roșu) este un proiect al Wikipediei care activează pentru echilibrarea aspectelor legate de gen din conținutul Wikipediei. Proiectul se concentrează pe crearea de conținut privind biografiile femeilor, lucrările femeilor și problemele femeilor.
Denumirea proiectului vine de la legăturile din articolele existente în Wikipedia care sunt afișate cu roșu pentru a indica faptul că articolul legat încă nu a fost creat.

## Istoric
Women in Red a fost conceput în 2015 de Roger Bamkin, editor voluntar pe Wikipedia, iar în curând la proiect a aderat Rosie Stephenson-Goodknight și ea editoare voluntară pe Wikipedia. Inițial, numele proiectului, pus de Bamkin, a fost „Project XX”, dar acesta a fost repede schimbat în „WikiProject Women in Red”.
După ce proiectul a devenit funcțional, la el a aderat și Emily Temple-Wood, o altă editoare voluntară pe Wikipedia. Specialitatea ei este să adauge pe Wikipedia câte un nou articol despre o femeie de știință de fiecare dată când cineva o hărțuiește în legătură cu eforturile ei de editare voluntare.
La Wikimania 2016, în Esino Lario, Italia, Jimmy Wales, cofondator în 2001 al Wikipediei, le-a numit pe Stephenson-Goodknight și Temple-Wood „wikipediștii anului”, pentru efortul lor de a reduce decalajul de gen în precedentele 12 luni.

## Metode

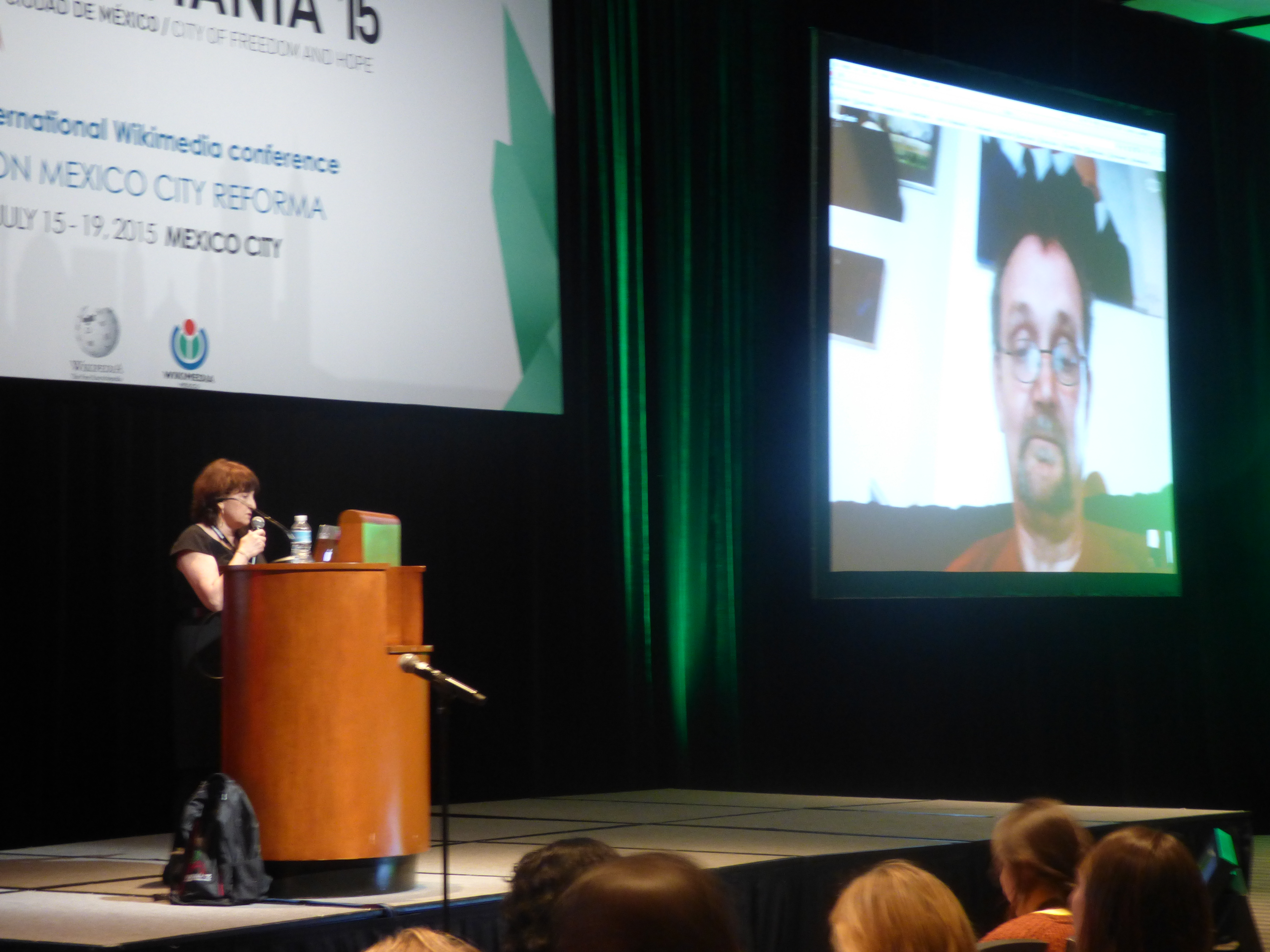
Rosie și Roger (via Skype) anunțând formarea Women in Red în timpul Wikimaniei 2015 din Mexico City

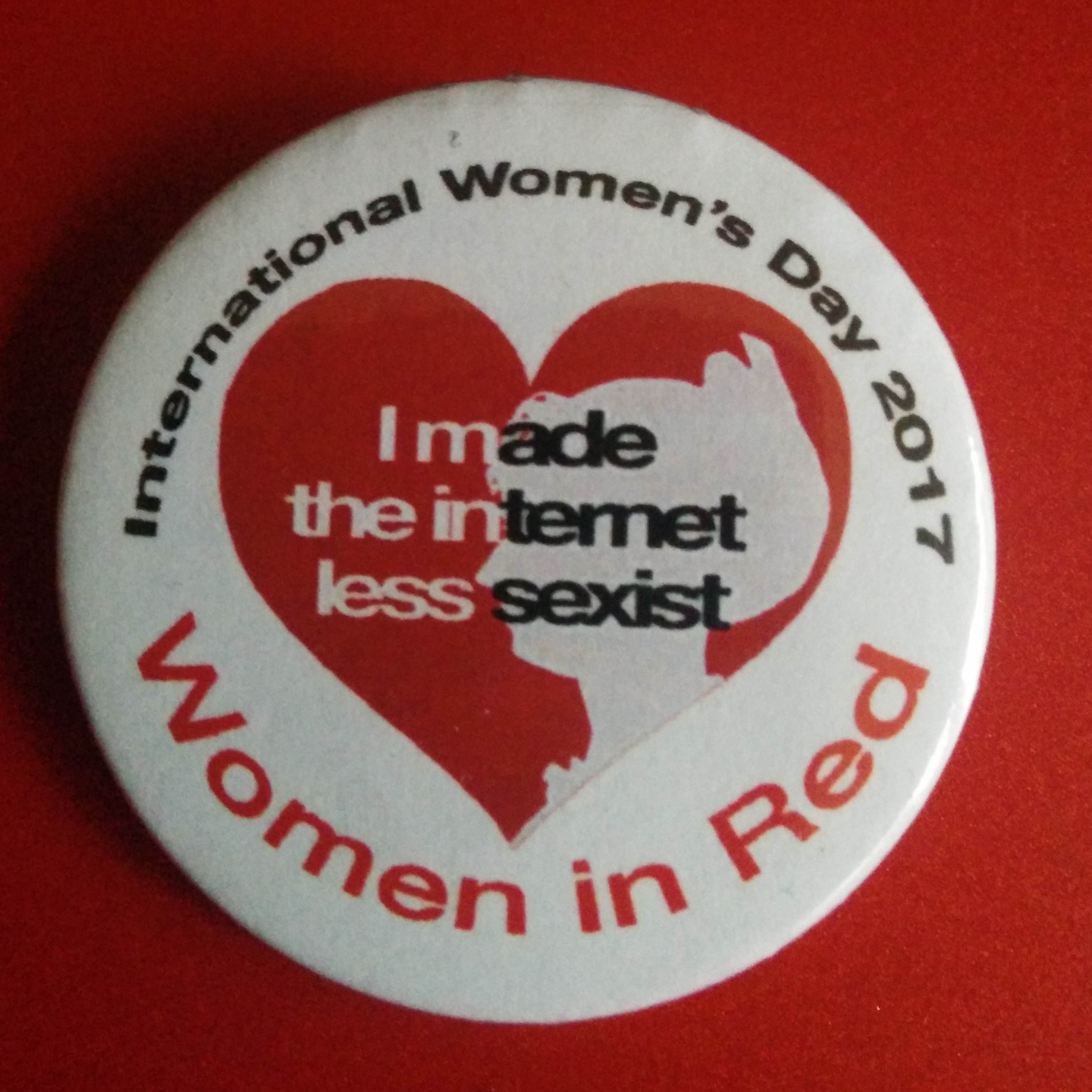
Insignă de prezentare a Zilei Internaționale a Femeii 2017 WiR edit-a-thon

Women in Red coordonează acțiuni edit-a-thon Wikipedia în orașe din întreaga lume și găzduiește continuu una virtuală. Proiectul de zi cu zi se concentrează pe instruirea noilor contribuitori, astfel încât decalajul de gen pe Wikipedia⁠(d) să se reducă și să se includă mai mult conținut despre femeile notabile. Un alt obiectiv este creșterea numărului de femei care activează pe Wikipedia. Deși Wikipedia este „enciclopedia liberă la care poate contribui oricine”, în 2015 doar aproximativ 10 % dintre editori erau femei.
Participanții la Women in Red contribuie la întocmirea a 150 de liste de lucru cu articole cu legături roșii pentru a facilita găsirea și crearea articolelor lipsă.
În perioada decembrie 2016 – noiembrie 2017 voluntarii din proiectul Women in Red au adăugat pe wikipedia în limba engleză 45 000 de articole, iar procentul de articole lungi a crescut de la 15 % în 2015 la 16,8 % în iulie 2017.

## Premii și onoruri
- 2016, pe lista scurtă, ITU/UN Women's GEM-TECH Award (categoria: Apply Technology for Women's Empowerment and Digital Inclusion — în română tehnologie aplicată pentru abilitarea femeilor și integrarea digitală.)